# Fotoprint
Fotoprint är tygtrycksteknik för mönstring av tyg.
Det är ingen egentlig tryckmetod då överföringen av mönstret till tyget sker i mörkrum genom kontaktkopiering. Metoden utvecklades i Frankrike på 1920-talet och går till så att tyg av cellulosafibrer impregneras med ljuskännsligt färgämne varefter man gör ett negativ (eller diapositiv på litofilm) av motivet. Filmen monteras sedan på en glasskiva och placeras på tyget, därefter överförs motivet till tyget med hjälp av ultraviolett ljus.